# M-1951 field jacket

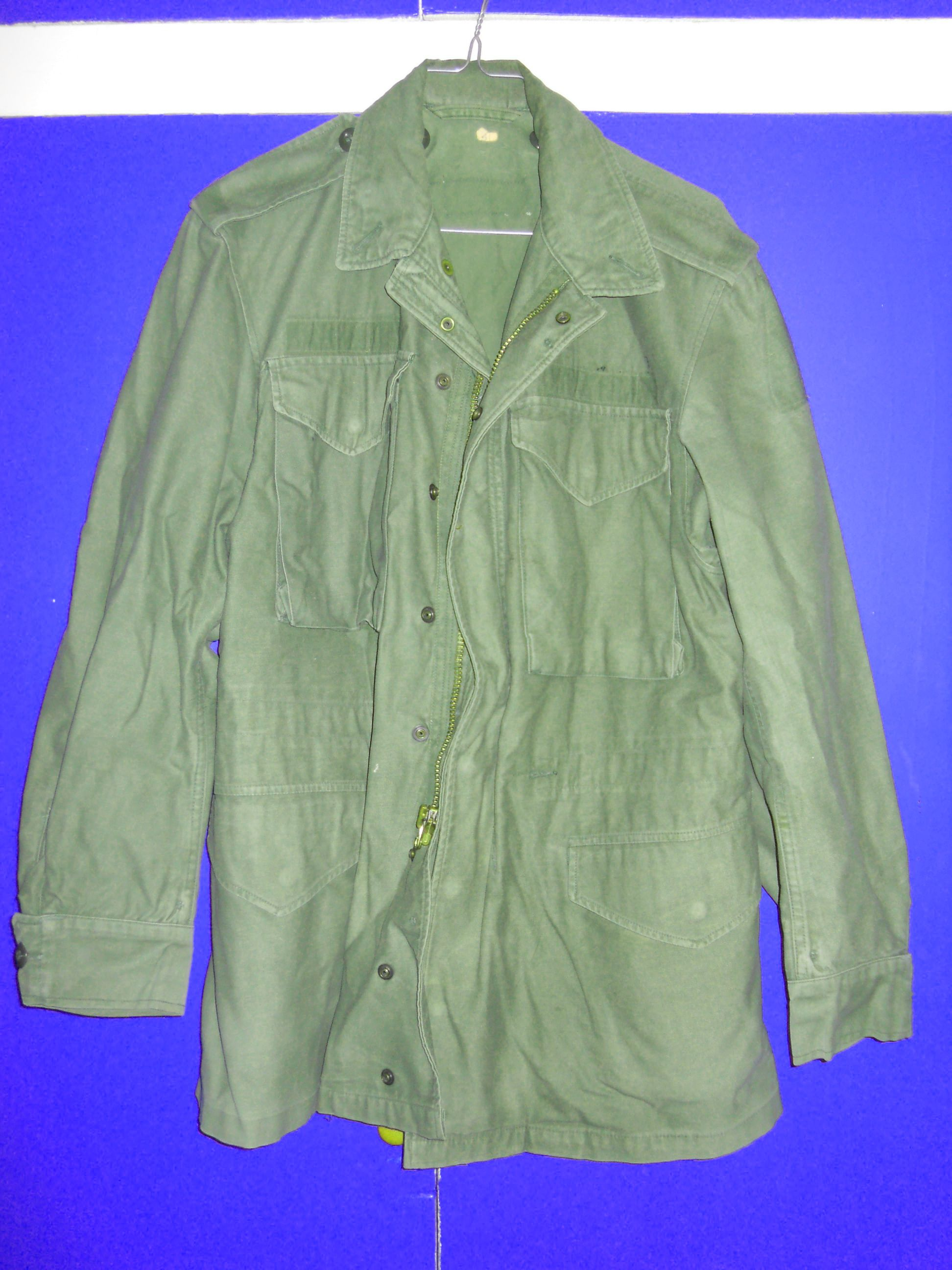
M-1951 field jacket.

La M-1951 field jacket est une veste de combat commune à l'US Army, l'US Air Force, l'US Navy et les US Marines. Elle est fabriquée dans un coton satin de 9 oz résistant au vent et traité hydrofuge de couleur Vert Olive 107 ( Olive Green-OG-107).  Elle est doublée avec du coton Oxford plus léger de teinte OG 107. Elle comprend quatre poches, deux poches cargo plaquées de poitrine à soufflet externes et deux poches de hanche avec sac interne doublés de laine. Elle correspond aux spécifications MIL-J-11448 (QMC).  
Elle est modifiée plusieurs fois ː 
| Spécifications MIL | Date du brevet | Intitulé du brevet   | Nom officiel de la veste                                                                            |
| ------------------ | -------------- | -------------------- | --------------------------------------------------------------------------------------------------- |
| MIL-J 11448 (QMC)  | 9 sep. 1951    |                      | Jacket, Shell, Field, M-1951                                                                        |
| MIL-J 11448 (QMC)  | 7 nov. 1952    |                      | Jacket, Shell, Field, M-1951                                                                        |
| MIL-C 11448        | 9 Jul. 1953    | Rev. A               | Coat, Man's Single Breasted, Body Style, W.O. Hood,Cotton WR, Sateen, WR Treated, O.G. QM Shade 107 |
| MIL-C 11448A       | 26 June 1955   | Rev.A # 1            | Coat, Man's, Cotton, Water Repellent Treated, Olive Green Shade 107,Slide Fastner Closure           |
| MIL-C 11448B       |                | Rev.B # 2            | Coat, Man's, Cotton, Water Repellent Treated, Olive Green Shade N°107,Slide Fastner Closure         |
| MIL-C 11448B       | 14 Mar. 1957   | Rev.B Am. 1 et 2     | Coat, Man's, Field, Olive Shade N° 107                                                              |
| MIL-C 11448B       |                | Rev. C et D          | Coat, Man's, Field, Olive Shade N° 107 M-1951                                                       |
| MIL-C 11448B       | 1963-1965      | Rev. E Am. # 1, 2, 3 | Coat, Man's, Field, Olive Green 107, M-1951 (avec les nouveaux boutons à partir de 1962)            |

Elles sont produites en 1̟6 tailles ː 
Les fermetures à glissière sont soit en aluminium, soit en laiton, soit en acier nickelé des marques Talon, Conmar, Crown, Prentice et Serval. 
Les boutons pression sont en laiton ou en aluminium des marques : Rau F. Co., Scovill Mfg, United Carr, O., U.B. Co et Dot. 
Le terme de "shell" montre qu'à l'origine, elle est destinée à recouvrir des effets de combats en drap de laine mais elle devient rapidement un effet de combat principal. 
Elle fait partie d'un programme de renouvellement des effets d'habillement de l'armée américaine lancé à la suite du début de la guerre de Corée en vue de remplacer les uniformes inadaptés, conçus pour le théâtre européen dans le cadre de la 2ème Guerre mondiale. Ce programme décrit dans le FM 31-70 Basic Cold Weather de l'US Army comprend deux types d'uniformes, l'uniforme froid-humide (cold-wet) et l'uniforme froid-sec (cold-dry). Ils se composent entre autres : de nouveaux brodequins montant en cuir noir, des pantalons de combat en drap de laine et en coton, des casquettes , des chemises en flanelle, des chaussettes, des capuches.... et surtout, des effets grand-froid avec une parka "fishtail", un pantalon, des bottes isolées en caoutchouc, des gants, des sous-vêtements, une chapka,,...., , Toutefois, les matériels n'ont le temps de parvenir sur le front qu'à la fin de la guerre de Corée. 
La M-1951 est basée sur la M-1943 field jacket qu'elle a remplacée. Elle a été précédée par un modèle 1950 qui est une M-1943 avec des boutons pour une doublure amovible mais qui n'est qu'un expédient pour la Guerre de Corée.  Elle en diffère, entre autres, par : une fermeture à glissière en laiton ou en aluminium, des boutons pressions type anneau de 15 mm pour fermer les poches et le volet d'ouverture avant de la veste, des boutons supplémentaires à l'intérieur pour l'ajout d'une doublure chaude en laine (liner) et des rabats de poche triangulaire plutôt qu'en accolade .  Contrairement à la M-1965 field jacket qui l'a remplacée, la M-1951 a deux boutons réglable aux poignets et un col pointu doté d'une boutonnière. Elle garde du modèle 1943 une capuche amovible en coton satin de 9 oz pouvant être fixée à l'arrière du col à l'aide des boutons des pattes d'épaule et d'un bouton spécialement cousu du coté gauche de la boutonnière centrale. Elle est appréciée par certains soldats parce qu'elle présente une apparence plus nette que la M-1965 lorsqu'elle est amidonnée. Toutefois, lorsqu'elle est soumis à un telle traitement, elle en perd ses qualités ignifuge. C'est la raison pour laquelle tous les effets d'habillement de l'armée américaine portent la mention en capitale : "DO NOT STARCH - ne pas amidonner. Elle demeure en dotation dans de nombreuses unités jusque dans les années 80 pour une question d'organisation et de gout. Elle est fabriquée jusqu'en 1964, y compris avec le nouveau modèle de boutons.
Le pantalon M-1951 field trousers est fait de la même matière et dans la même couleur verte OG-107. Il possède six poches, deux poches obliques de coté, deux poches révolver sur les fesses les quatre fermées par un volet triangulo-rectangulaire, des boutons pressions de petit module et dotées d'un sac interne en cretonne blanche et deux grandes poches cargo plaquées sur le coté des cuisses. Les poches cargo sont cousues sur le devant, avec un soufflet à l'arrière et trois plis d'aisance. Un trou est pratiqué dans le soufflet arrière pour permettre le passage de deux rubans de serrage qui permettent de plaquer sur les cuisses les charges contenues dans les poches. Il peuvent rentrer dans les poches lorsqu'ils ne sont pas utilisés. Le rabat des poches est rectangulaire, cousu sur l'avant, libre sur l'arrière et ferme à l'aide de boutons pression de 2,5mm. Le bas des jambes est équipé d'un lacet qui permet de faire blouser le pantalon sur les bottes.
Ce pantalon est en dotation en même temps que la field jacket. Comme la veste, il posséde une doublure chaude en laine pour le temps froid amovible qui peut être boutonnée à l'intérieur. Trois rubans cousus supportent des bretelles ad hoc qui peuvent être ajoutées.
Un exemple rare de la M-1951 Field Jacket en "vert émeraude" est la couleur 255 de la Aggressor Field Jacket utilisée par l'US Army's Aggressor Force jusqu'à la fin des années 1970, lors de l'arrivée de vrais uniformes soviétiques pour une formation plus réaliste. Cette veste, ainsi que les uniformes assortis, ont la même disposition que les uniformes de terrain standard, mais les modèles ultérieurs ressemblent quelque peu à la M-1965.
Les fabricants sont :
- L.W. Foster Sportswear Co. Inc.
- Jules Segal & Co
- Reading Clothing Mfg. Co.
- Cohen Fein Company
- Southern Athletic Co. Inc.
- Siegmund Eisner Co.
- M. and G. Sportswear Inc.
- Carlisle Mfg Company

## Dans la culture populaire
La M-1951 field jacket est évoquée dans le roman Identification des schémas de William Gibson : le personnage principal, Cayce Pollard, remarque cette veste portée par un passant dans les rues de Tokyo et remarque intérieurement que c'est "ce qu'il y a de mieux".